# Desna
För andra betydelser, se Desna (olika betydelser).
Desna (ryska och ukrainska: Десна; namnet betyder "högerhand" på fornöstslaviska) är en biflod österifrån till Dnepr och belägen i västra Ryssland och nordöstra Ukraina. Den är 1 130 kilometer lång och dess avrinningsområde är 88 900 km². I Ukraina varierar dess bredd mellan 60 och 250 m och dess medeldjup är 3 m. Vid mynningen i Dnepr är det genomsnittliga flödet 360 m³/s. Floden är isbelagd från tidigt i december till tidigt i april och är farbar från Novhorod-Siverskyj till mynningen, vilket är omkring 535 km.
Floden rinner upp i Smolenskhöjderna i Smolensk oblast i Ryssland och källan ligger östsydöst om staden Smolensk, inte långt från Jelnja, i en skog nära byn Naleti. Desna rinner sedan söderut genom en låg, sank dal mot staden Brjansk, där flodens högra bank reser sig. Efter sammanflödet med Sejm nära den ukrainska gränsen breddas floden och förgrenar sig i flera mindre grenar och rinner in i Ukraina. Den högra banken minskar i storlek nära staden Tjernihiv, och vid en av dess bifloder, Oster, fortsätter Desna sedan genom en låg, lerig slätt fram till dess att den slutligen når sin mynning in i Dnepr nära Kiev.
Desna har 18 höger- och 13 vänsterbifloder. De viktigaste är Sudost (höger), Snov (höger), Sejm (vänster) och Oster (vänster).
De viktigaste städerna längs floden är, i Ryssland, Zjukovka, Brjansk och Trubtjevsk, samt, i Ukraina, Novhorod-Siverskyj, Tjernihiv och Oster. Svenskijklostret är beläget vid floden Svins utlopp i Desna.
Den 11 oktober 1708 under Stora nordiska kriget lämnade Karl XII Kostenitji och förde den svenska armén till floden Desna. Där träffade Karl den 29 oktober för första gången kosackhetmanen Ivan Mazepa. De förenade sina styrkor och gick över floden in i Ukraina efter att ryska trupper förgäves försökt stoppa dem.